# 东北英格兰
東北英格蘭（英語：North East England），英國英格蘭下轄的9個次級行政區之一，東面臨海，主要以小型城市為主，包括新特蘭和紐卡素。

## 地理
- 面積：8,592(km2)
- 人口：2,515,479人

### 行政區

#### 郡
- 諾森伯蘭郡（Northumberland）
- 泰恩-威爾郡（Tyne and Wear）；六“都市郡”之一
- 杜倫郡（County Durham）
- 克利夫蘭郡 (Cleveland)（1995年廢郡）

#### 自治市鎮
- 達靈頓 (Darlington)：原屬“杜倫郡”。
- 哈特爾浦 (Hartlepool)：原屬“杜倫郡”。
- 斯托克頓 (Stockton)：原屬“杜倫郡”。
- 米杜士堡 (Middlesbrough)：原屬“克利夫蘭郡”。
- 雷德卡 (Redcar)：原屬“克利夫蘭郡”。

註：為1974年的区划。

### 主要城市
- 莫珀斯 (Morpeth)
- 紐卡素（Newcastle）
- 新特蘭 (Sunderland)
- 杜倫 (Durham)
- 米杜士堡 (Middlesbrough)